# Rude włosy

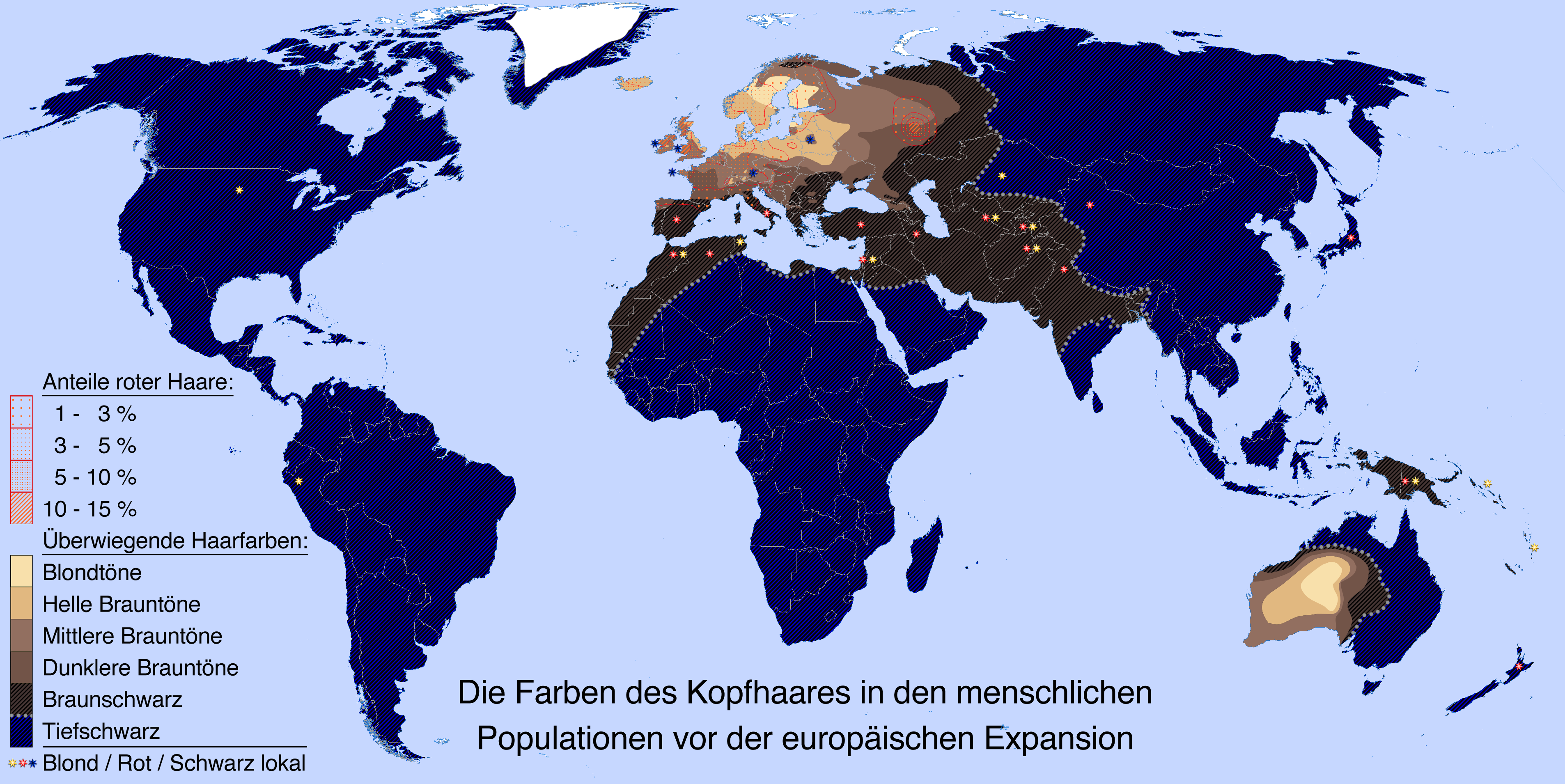
Procent populacji o rudych włosach (przed ekspansją Europejczyków)

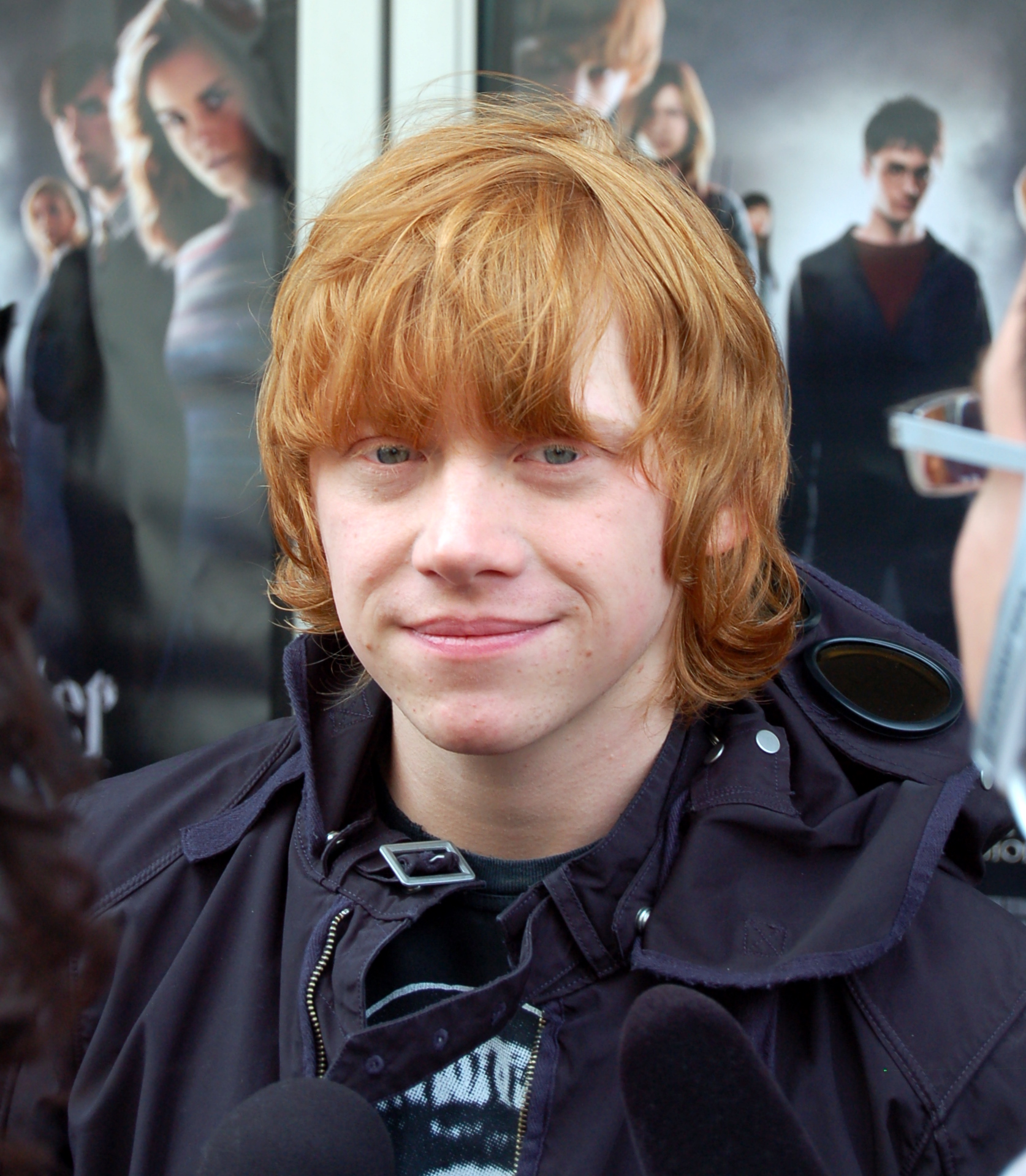
Aktor Rupert Grint, odtwarzający postać rudowłosego przyjaciela Harry'ego Pottera w ekranizacjach powieści J.K. Rowling

Rude włosy (lub ryże włosy, czerwone włosy) – najczęściej spotykane w postaci mieszanek z innymi kolorami. Czysto rude włosy najczęściej można spotkać wśród Udmurtów zamieszkujących Republikę Udmurcji, we wschodniej Rosji europejskiej. Rudy kolor włosów pojawia się u osób z dwiema kopiami recesywnego genu na chromosomie 16, który powoduje mutację w białku MC1R.

## Etnologia
W skali Fischera-Sallera I-IV. Na świecie rude włosy występują u 1-2% populacji. Najwięcej w Udmurcji oraz Szkocji i Irlandii, gdzie 46% tamtejszej populacji posiada gen odpowiedzialny za powstawanie rudych włosów, a 14% z nich posiada rude włosy.

## Efekty medyczne czerwonego genu włosów
Badania opublikowane w periodyku naukowym „Journal of the American Dentistry Association” wykazują, że osoby o rudych włosach mają inną wrażliwość na ból i środki znieczulające. Analogicznie cecha dotyczy także wytrzymałości na wysokie temperatury i porażenia przez prąd. Osoby z rudymi włosami mogą mieć również większą tendencję do tworzenia się przepuklin.
W rzadkich przypadkach, rude włosy mogą być związane z chorobami lub zaburzeniem genetycznym:
- w przypadkach ciężkiego niedożywienia, zwykle ciemne włosy ludzkie mogą zmienić kolor na rude bądź jasne. Występuje to niekiedy w kwashiorkorze, odmianie choroby głodowej wynikającej przede wszystkim z braku białka;
- rude włosy znajduje się u ludzi pozbawionych proopiomelanokortyny.

## Postrzeganie rudowłosych
Reakcje kulturowe różniły się na przestrzeni lat, opinie na temat rudych są skrajne, od uprzedzeń („fałszywi”), kpin aż po podziw; istnieje wiele stereotypów dotyczących „rudych” i są oni najczęściej przedstawiani jako osoby o ognistym temperamencie.